# Gizałki (przystanek kolejowy)
Gizałki – zlikwidowany przystanek kolejowy w Gizałkach, w województwie wielkopolskim, w Polsce, na trasie wąskotorowej linii Witaszyce Wąskotorowe – Zagórów.